# Феритна памет
Феритната памет (на английски: ferrite memory) или памет с магнитна сърцевина (на английски: magnetic-core memory) е вид компютърна памет, при която информацията се съхранява чрез намагнитване на малки феритни тороиди. Феритните ядра се разполагат във формата на правоъгълна матрица и всеки един от тороидите е свързан с два до четири проводника в зависимост от конструкцията на запаметяващото устройство. Феритните памети са основен вид памет в компютрите от средата на 1950-те до средата на 1970-те.

## История
През 1940-те американците Форестър и Ванг независимо един от друг изследват ефекта на хистерезис при намагнитване и размагнитване на триизмерни матрици от магнитни материали. Това позволява произволен достъп до възлите на матрицата. През 1950 г. въз основа на техните резултати започва индустриалното производство на памет с магнитна сърцевина (феритна памет). Тя е надеждна, относително евтина, има висок капацитет и дълго време на живот. През следващите години феритната памет започва да измества другите форми и преобладава като компютърна памет до средата на 1970-те.
В България феритни памети се произвеждат в Завод за запаметяващи устройства във Велико Търново и се използват в един от първите български компютри ЗИТ-151.

## Принцип на работа
Във феритната памет се използва наличието на магнитен хистерезис при протичането на електрически ток. Както и при трансформаторите, всяко ядро представлява магнитопровод, но проводниците правят само по една намотка. Освен това материалът за ядрото е съвсем различен: той трябва да има висока остатъчна индукция и малка коерцитивна сила (т.е. магнитно мек материал), за да може посоката му на намагнитване да се променя с минимален разход на енергия. Ядрото може да има две състояния на намагнитеност и така се кодира един бит информация („0“ или „1“).
При преминаване на електрически ток по проводника той създава магнитно поле. Силата на тока и материалът на тороида се подбират така, че токът само през един проводник не генерира достатъчно магнитно поле, за да измени намагнитеността на тороида, а промяната настъпва само при комбинирания ефект от два проводника. Чрез пропускане на ток в определена посока се управлява индуцирания магнитен поток в едната или противоположната посока (по посока на часовниковата стрелка или обратно на нея) и едната се приема за логическа 1, а другата за логическа 0.
Тороидалната форма на ядрата се предпочита, защото при нея линията на магнитните силови линии е затворена и няма изтичане навън. Това позволява плътна опаковка на ядрата без техните магнитни полета да си взаимодействат. Трябва да се има предвид също, че минималната сила на тока, необходима за промяна на намагнитеността, зависи от температурата.

### Схема със съвпадение на токовете
Схемата с тороиди и четири проводника работи на принципа на съвпадение на тока. През тороида преминават четири проводника: два проводника за възбуждане X и Y, проводник за забрана Z под ъгъл 45° и проводник за четене S (Sense) под ъгъл 90°. Тъй като проводникът S се ползва само при четене, а Z само при запис, в по-късни модели памети те са обединени в един с двойна функция.
За да се избере дадена точка от паметта (за да се прочете даден бит) се подават възбуждащи импулси по X, Y, но с наполовина от критичната стойност. Само там, където проводниците X и Y се пресичат, сумата на токовете е достатъчна да предизвиква промяна в намагнитеността на ядрото. Останалите ядра по X и Y получават само половината от необходимата или никаква енергия и остават със същата намагнитеност.

### Четене и запис
При процес на четене се подава импулс по електрическата верига, който да обърне състоянието на бита в състояние „0“ чрез проводниците за възбуждане X и Y. Значението на бита се определя, като се измери токът на проводника за четене: ако намагнитването на тороида се е променило, то в него възниква индукционен ток.
- Ако битът е бил „0“, няма промяна.
- Ако битът е бил „1“, намагнитеността се обръща. След известно време (на английски: access time) това се отчита от проводника за четене S.

Тъй като след всяко четене битът става 0, процесът е деструктивен (разрушава съхранената информация) и след прочитането на бита той трябва да се възстанови.
При процес на запис се приема, че преди това е имало четене и битът е в състояние 0.
- За запис на „1“ се възбуждат избраните X и Y, но с токов импулс в обратна посока на този при четене. Намагнитеността се обръща в пресечната точка
- За запис на „0“ (с други думи да се предотврати запис на „1“) се подава и ток за забрана по Z. Това намалява сумата от токове през тороида, която вече не е достатъчна, за да промени посоката на намагнитеност и тя остава същата.

## Предимства и недостатъци
Феритната памет е енергонезависима, но изисква мощен източник на захранване при работа и е сложна и трудоемка за производство. Затова, когато през 1970 Intel произвежда динамична памет с произволен достъп върху полупроводникова интегрална схема, феритната памет губи значението си и към 1974 изчезва.
За разлика от полупроводниковата памет, феритната памет не се уврежда от радиация или силни електромагнитни импулси. По тази причина феритните памети продължават за се използват известно време във военни и космически системи, например в бордовите компютри на космическите совалки до 1991 година.